# Масло

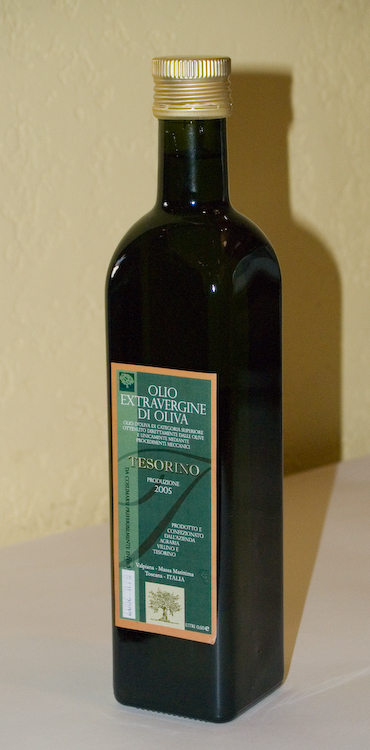
Оливковое масло в бутылке

Ма́сло — собирательное название целого ряда химических веществ или смесей веществ, не растворяющихся в воде.
Основных групп «масел» три:
- некоторые «масла» являются жирами,
- минеральные масла являются продуктами переработки нефти,
- силиконовые масла — жидкие кремнийорганические полимеры. Маркировка — по кинематической вязкости в сСт (например, ПМС-100), обладают высоким (для жидкостей) коэффициентом теплопроводности и малой удельной теплоемкостью,
- синтетические масла — масла, полученные химическим или нефтехимическим синтезом, по эксплуатационным свойствам превосходят минеральные масла,
- выделяется также важная группа — эфирные масла.

Также маслами нередко именуют смеси разных липофильных веществ (синтетические технические масла, некоторые косметические продукты). Для природных триглицеридов лучше использовать более однозначные термины — жиры и растительные масла. Слово липиды имеет несколько иной смысл.

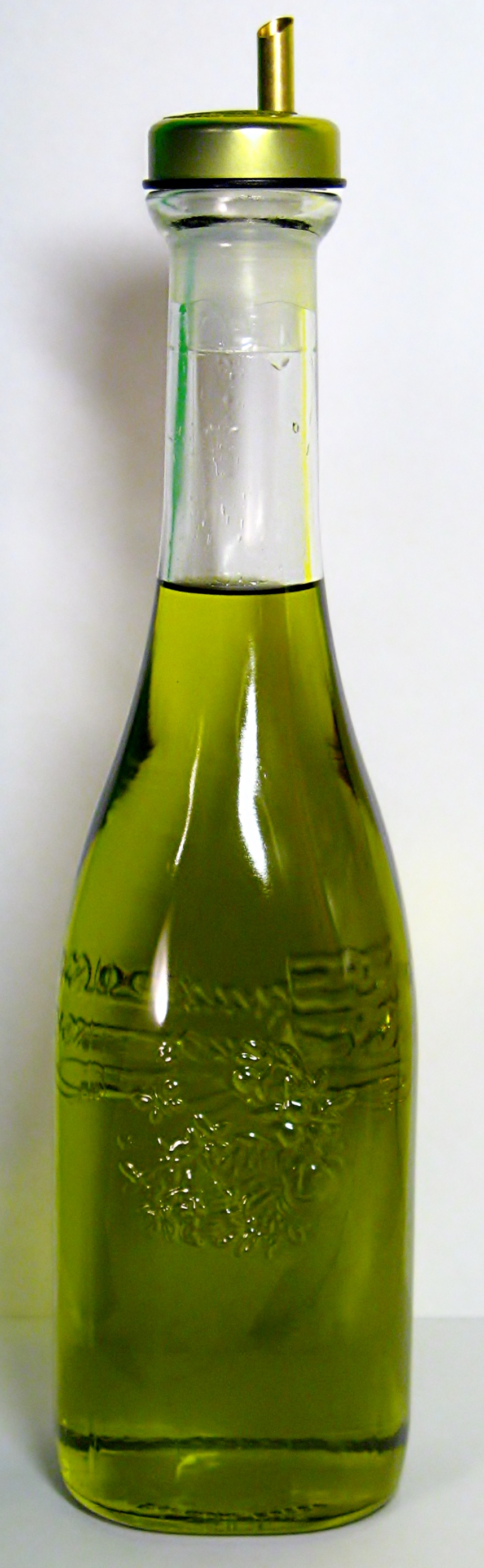
Бутылка оливкового масла, используемого в пищу

## Свойства
Все масла в той или иной степени гидрофобны.
Масла могут находиться как в жидкой фазе, так и в твёрдой при нормальных условиях.
Обычно при комнатной температуре твёрдыми являются животные жиры (кроме рыбьего жира), а жидкими — растительные жиры (кроме кокосового). В химическом отношении это определяется наличием двойной химической связи в молекуле жидких жиров (масел), тогда как у твёрдых жиров все связи — насыщенные. Именно на последнем основан процесс производства маргаринов — устранение двойных связей у жидких масел и превращение последних в твёрдые жиры (гидрирование).
Эмульгаторы позволяют создавать эмульсии — смеси масел с водой.

Общая химическая структура жиров и масел (R^{1}, R^{2} и R^{3} представляют собой алкильные или алкенильные радикалы с преимущественно нечётным числом атомов углерода): смеси триглицеридов жирных кислот. В маслах доля алкенильных остатков выше, чем в жирах.

## Типы масел

### Масла биологического происхождения

#### Триглицериды
- Растительные масла — продукты, извлекаемые из растительного сырья и состоящие из триглицеридов жирных кислот и сопутствующих им веществ (фосфолипиды, свободные жирные кислоты, воски, стеролы, вещества, придающие окраску и др.).
- Животный жир — природные жиры, извлекаемые из соединительных тканей (жировой и костной), а также молока и яиц, позвоночных животных (млекопитающих, птиц, некоторых пресмыкающихся, рыб).
  - смалец, лярд — жир, вытопленный из сала; для этого часто используется нутряный жир как самый малопригодный для других целей.
  - сливочное масло (из молока) — пищевой продукт, изготавливаемый сепарированием или сбиванием сливок, полученных из коровьего молока, реже — из молока другого крупного и мелкого рогатого скота.

#### Эфирные масла
- Эфирные масла — летучие ароматные вещества растений, обуславливающие их запах, преимущественно смесь терпеноидов, альдегидов, спиртов и др. соединений.

#### Модифицированные природные масла
- Саломас — твёрдый жир, получаемый в промышленности путём гидрогенизации жидких жиров[исп.]*, в основном растительных масел.
- Маргарин — эмульсионный продукт, вырабатываемый из натуральных фракционированных, модифицированных растительных масел и животных жиров.
- Комбижир — смесь растительных и животных жиров, прошедшая специальную обработку. Применялся как продукт-заменитель натуральных жиров; выпускался в СССР.
- Спред — растительный аналог сливочного масла, эмульсионный жировой продукт. Спред можно рассматривать не как заменитель сливочного масла, а как продукт с заданными свойствами, с улучшенным и более сбалансированным жирнокислотным составом[1].

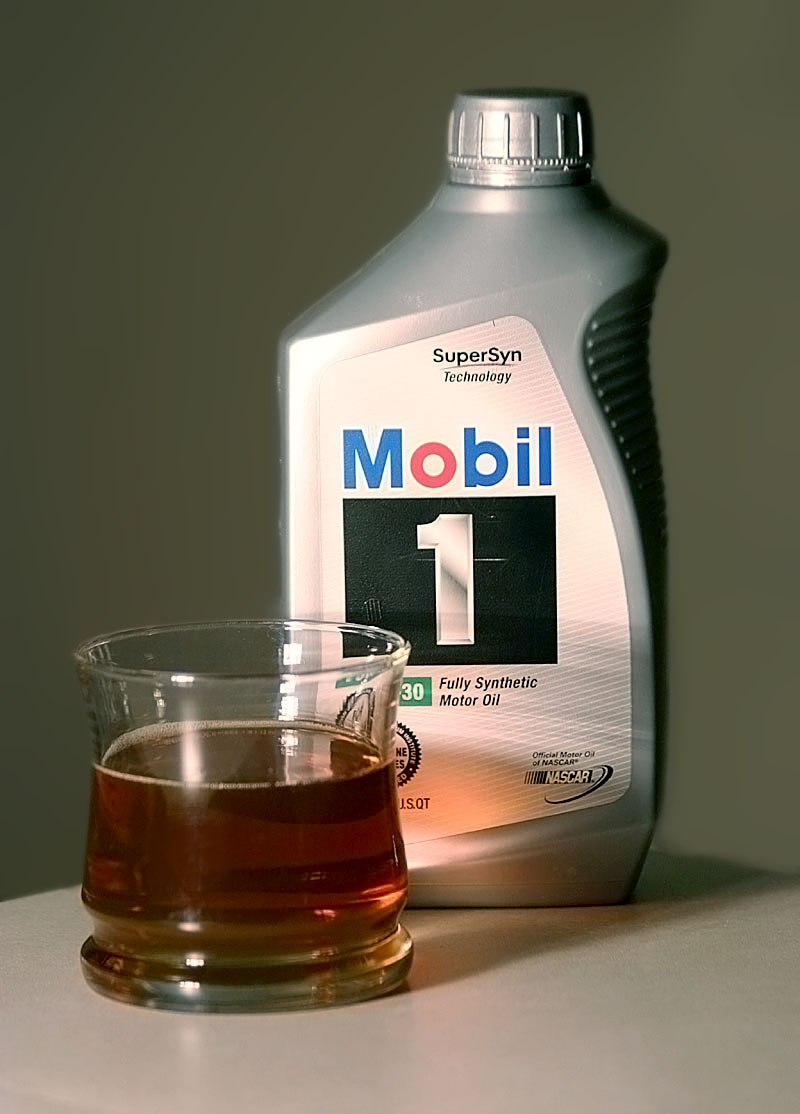
Моторное масло

### Минеральные масла
В основном это продукты переработки нефти — смазочные масла, гидравлические масла, индустриальные масла и т. д. В последнее время разработаны синтетические вещества (полиальфаолефины, гликоли, алкибензолы, силиконы, сложные эфиры, их смеси и др. продукты), предназначенные для выполнения соответствующей роли, их по традиции также называют «маслами», от английского слова oil — нефть, масло.

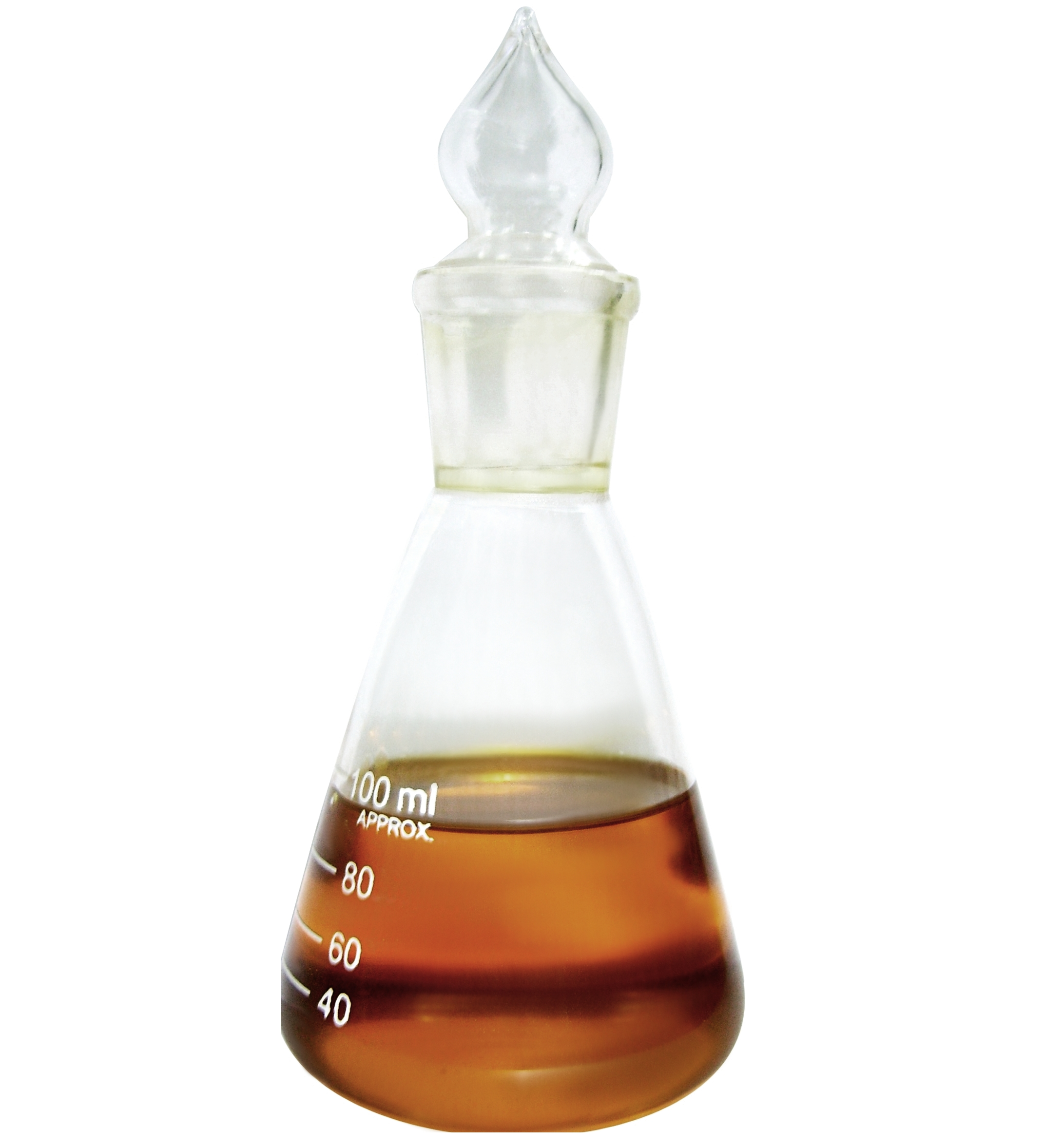
Дизельное топливо

### Синтетические масла
Получают путем синтеза органических и элементо-органических соединений из углеводородного сырья (полиальфаолефины), также к синтетическим маслам относятся: сложные эфиры многоатомных спиртов, сложные эфиры двухосновных карбоновых кислот, полисилоксановые жидкости (силиконы) фтор- и хлорфторуглероды. Высокая стабильность свойств синтетических масел, и, то, что их вязкость меняется слабо в зависимости от температуры, положило начало широкого применению масел этого класса в двигателях и других механических устройствах работающих при больших перепадах температуры. Для синтетических масел также характерен медленный процесс разложения (деградации). Помимо применения в тяжелой промышленности (автомобильной, авиастроительной и т. д.) синтетические масла используются и в легкой индустрии (напр. для подавления образования пены), и также нашли применение в косметике (средства по уходу за кожей тела, капли и мази для глаз). Наиболее широкое применение синтетические масла получили в автомобильных двигателях, так как современные двигатели спроектированы с расчётом на вязкостные и моющие свойства синтетических масел, недостижимые для минеральных.

### Косметические масла
В косметике маслами называют самые разные косметические продукты, в том числе некоторые кремы, мази, эмульсии.
Так, «Детское масло» фирмы Джонсон и Джонсон на деле представляет собой преимущественно очищенный жидкий парафин, «Масла для глаз» — обычно смеси растительных жидких масел с добавками.
Под словами «Облепиховое масло» может подразумеваться продукт (экстракт), полученный из плодов облепихи с помощью жидких растительных масел, или масло, отжатое из цельных плодов, или масло, выжатое из косточек облепихи, и др. продукты.

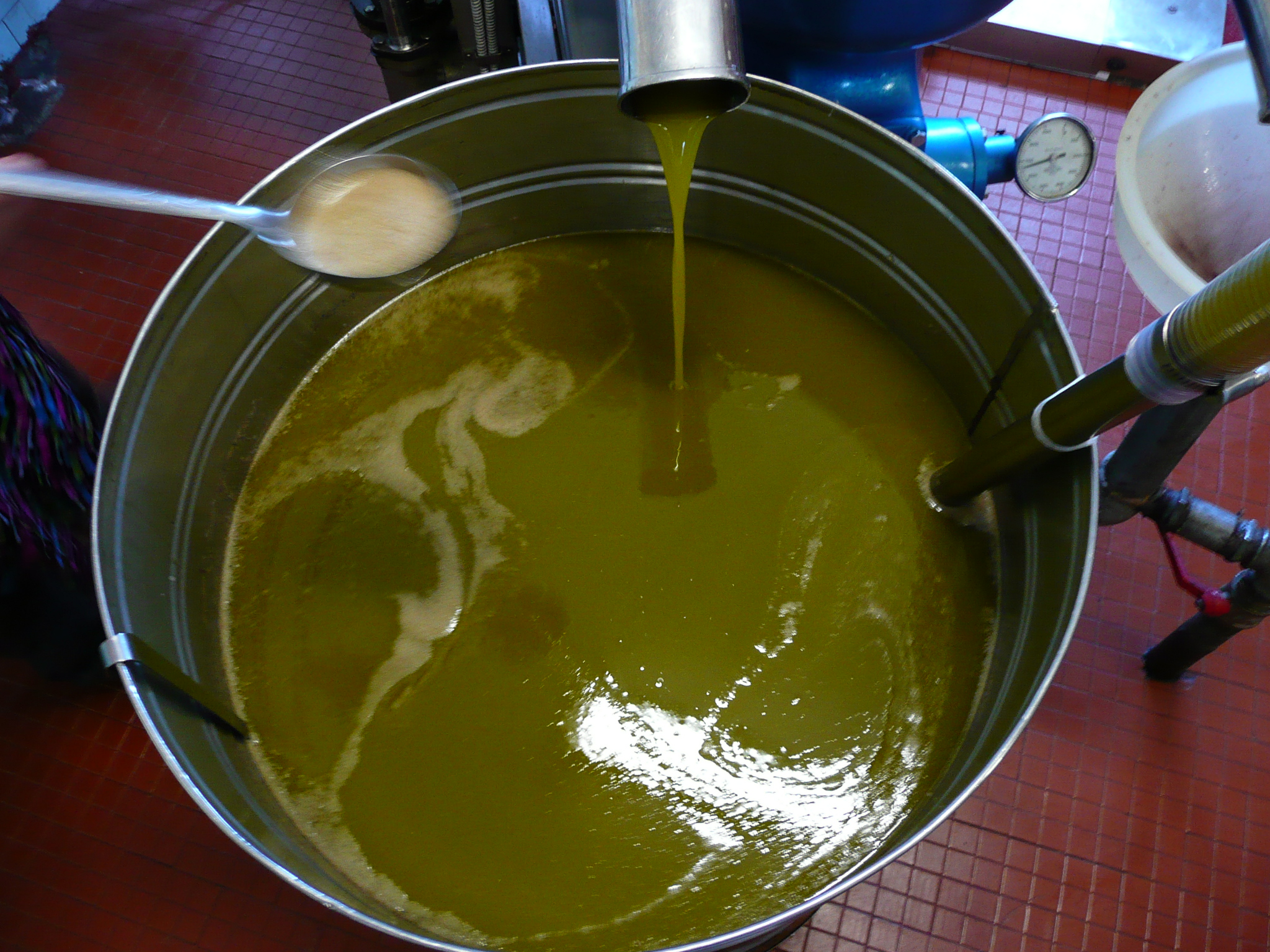
Оливковое масло

### Проблемы экологической безопасности
При попадании технических масел в воду на поверхности её образуется устойчивая плёнка (поскольку масла имеют плотность ниже плотности воды, нерастворимы в ней и химически стойки), препятствующая насыщению воды кислородом (аэрации), приводя к гибели водных обитателей. Попадание масел на землю также ведёт к засыханию растений (например, давно известен народный способ уничтожения нежелательных деревьев — полив последних отработанным моторным маслом), смерти дождевых червей, прочих организмов.
Таким образом, сильное токсическое воздействие масел на природу в сочетании с их широким применением создаёт острую проблему утилизации и переработки технических масел, а также более строгого соблюдения правил при их эксплуатации и транспортировке.
Здесь надо заметить о повторной переработке и использованию технических масел, которая сейчас существует. В первую очередь надо упомянуть о регенерации и вторичном использовании трансформаторных масел (при учёте, что парк трансформаторов довольно велик). Отработанные моторные масла используются в качестве топлива — ряд фирм выпускают для этого специальные печи («Тепламос» и др.).

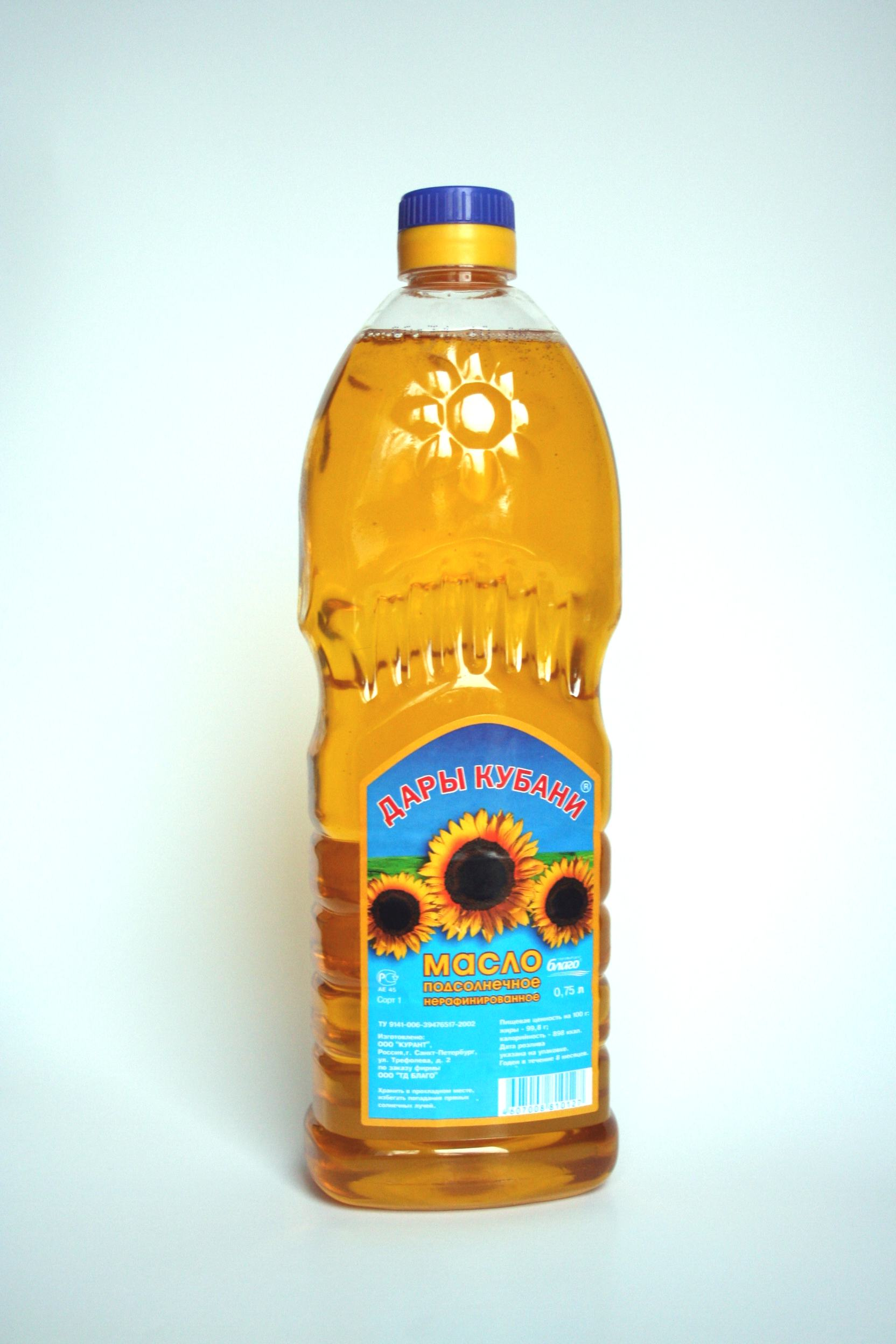
Подсолнечное масло

## Применение масел
- Съедобные растительные и животные масла широко используются в приготовлении пищи
- Применяются как растворители витаминов (например, витамины А и Е) и ароматических веществ
- Топливо
- Смазочные материалы, составляющие смазочно-охлаждающих технических средств (СОТС/СОЖ) в металлообработке
- Рабочие жидкости гидропривода
- Теплоносители в тепловом оборудовании (теплотехнике)
- Электроизоляция и охлаждение трансформаторов, и другого высоковольтного оборудования. В масляных выключателях — главным образом в качестве дугогасящей среды) — см. Масляный выключатель
- Материалы в изобразительном искусстве (живопись масляными красками)
- Производство химической (глицерин, нитроглицерин, мыло), лакокрасочной продукции (производство олифы).
- Для консервации оборудования и материалов при хранении